# 弗迪格里斯鎮區 (堪薩斯州威爾遜縣)
弗迪格里斯鎮區（英語：Verdigris Township）是位於美國堪薩斯州威爾遜縣的一個行政鎮區。

## 地方資料
弗迪格里斯鎮區的面積為103.54平方千米，當中陸地面積為102.35平方千米，而水域面積為1.19平方千米。根據2010年美國人口普查的數據，當地共有人口322人，而人口密度為每平方千米3.11人。

## 外部連結
- US-Counties.com
- City-Data.com （页面存档备份，存于）